# Idiolispa grossa
Idiolispa grossa är en stekelart som först beskrevs av Johann Ludwig Christian Gravenhorst 1829.  Idiolispa grossa ingår i släktet Idiolispa och familjen brokparasitsteklar. Arten är reproducerande i Sverige. Inga underarter finns listade i Catalogue of Life.